# Confederação Japonesa de Organizações de Vítimas de Bombas A e H
A Confederação Japonesa de Organizações de Vítimas de Bombas A e H (日本原水爆被害者団体協議会, Nihon gensuibaku higaisha dantai kyōgi-kai), muitas vezes abreviado para Nihon Hidankyō (日本被団協, Nihon Hidankyō), é um grupo formado por hibakusha em 1956 com o objetivo de pressionar o governo japonês a melhorar o apoio às vítimas e fazer lobby junto aos governos para a abolição das armas nucleares.
Em 2024, a instituição foi laureada com o Prêmio Nobel da Paz "pelos seus esforços para alcançar um mundo livre de armas nucleares e por demonstrar através de depoimentos de testemunhas que as armas nucleares nunca devem ser usadas novamente".

## Atividades
A partir de outubro de 2024, as atividades do Nihon Hidankyo incluem:
- Advocacia pela abolição de armas nucleares e demandas por compensações estatais
- Ações de petições para o governo japonês, as Nações Unidas e outros governos
- Eliminação e remoção de armas nucleares, estabelecimento de um tratado internacional para desarmamento nuclear, realização de conferências internacionais, promulgação de leis não nucleares e aprimoramento de medidas de apoio aos hibakusha
- Aumentar a conscientização sobre as realidades dos bombardeios atômicos tanto nacional quanto internacionalmente
- Pesquisa, estudo, publicação, exposições e reuniões sobre danos causados por bombas atômicas
- Consulta e atividades de apoio aos hibakusha

## Honras
- 2010: Prémio de Ativismo Social ( Cúpula Mundial de Laureados com o Nobel da Paz )
- 1985, 1994, 2015: o International Peace Bureau (IPB), sediado na Suíça, nomeou Hidankyo para o Prêmio Nobel da Paz.[4][5]
- 2024: Prêmio Nobel da Paz[6][7]